# 大岡川 (神奈川縣)

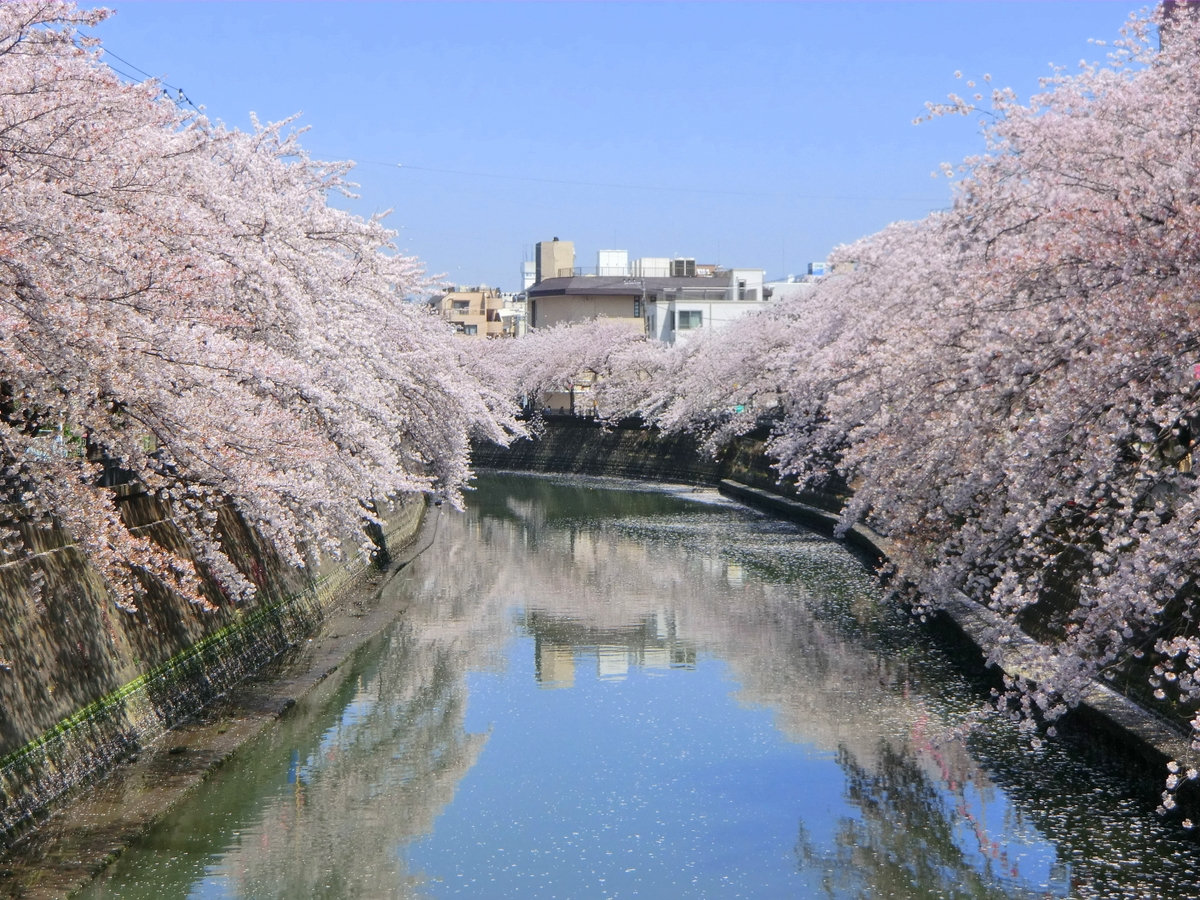

大岡川（日语：大岡川、おおおかがわ）是一條位於日本神奈川縣橫濱市的二級河川，注入橫濱港。這條河流發源於橫濱磯子區冰取澤町，向北流淌並和日野川合流。此後在南區轉向東北，全長約12公里。